# علي أشرف عبد الحسين علي زاده
علي أشرف عبد الحسين علي زاده (1911 م- 1985 م) عالم جيولوجي أذربيجاني مرموق. أحد مؤسسي أكاديمية العلوم الوطنية الأذربيجانية (1945 م)، وعضو عامل بها. حصل على لقب «عالم النفط الشرفي» في الاتحاد السوفيتي عام 1971 م، كما حصل على «جائزة الدولة» لأول مرة في عام 1943 م لاكتشافه حقول نفطية جديدة، وحصل على الجائزة ذاتها عام 1946 م لاختراعه نوعًا جديدًا من الحفَّارات الإلكترونية صغيرة الحجم.